# Paratrochosina sagittigera
Paratrochosina sagittigera là một loài nhện trong họ Lycosidae.
Loài này thuộc chi Paratrochosina. Paratrochosina sagittigera được Carl Friedrich Roewer miêu tả năm 1951.